# François Janin (journaliste)
Pour les articles homonymes, voir Janin.
François Janin est un journaliste français de sport automobile né le 8 octobre 1935 à Paris où il est mort le 18 juin 2024.
Il a été l'un des premiers journalistes à commenter les Grands Prix de Formule 1 à la télévision française. Par la suite, il a exercé les fonctions de directeur du Service des sports de la chaîne de télévision TF1.

## Biographie
Dans sa jeunesse, François Janin passe une quinzaine d'années en Algérie. Il pratique la natation à un haut niveau de compétition et s’entraîne en compagnie d'Alain Gottvallès dans un club à Oran.
Il commence sa carrière à l'ORTF au début des années 1960 et y effectue les commentaires des Grands Prix de Formule 1 et des 24 h du Mans.
Il est aussi employé par le journal Le Monde, pour lequel il couvre les disciplines de sport automobile, notamment la Formule 1, et la natation.
Il a également longtemps été le spécialiste du sport automobile sur Europe N°1.
À partir d'avril 1963, il collabore avec le journal de bande dessinée Pilote, celui-ci cherchant à élargir son lectorat pour viser un public d'adolescents en traitant de sujets d'actualités de stars et de télévision, lors de la période dite « yéyé »,. Cette collaboration ne durera que quelques mois, le journal se réorientant vers la bande dessinée en cours d'année.
Ses activités à l'ORTF s'arrêtent en 1968 car à la suite du mouvement social de mai-juin qui secoue les entreprises et établissements publics en France, il fait partie de la cinquantaine de journalistes limogés de l'organisme gérant l'audiovisuel public, liste qui comprend également Robert Chapatte, Thierry Roland, Roger Couderc et Michel Drucker.
Présent aux Jeux olympiques de Montréal en 1976 pour Le Monde, il rejoint également Antenne 2. Dans le magazine sportif Stade 2 de la chaîne, il tient les rubriques consacrées à la Formule 1 et à la natation,.
Au début des années 1980, il passe sur TF1 et crée l'émission Sport Dimanche Soir. Nommé directeur du Service des sports, il fait venir sur la chaîne Thierry Roland.
En 1984, il est remplacé comme directeur des sports par Jean Michel Leulliot, avec qui il entretenait une certaine rivalité.
À la fin des années 1980, il quitte TF1 et amorce une pré-retraite active, en travaillant occasionnellement pour Radio Canada.
Il meurt à Paris le 18 juin 2024.

## Autres activités
En 1967, il est le coéquipier de Johnny Servoz-Gavin au départ du Rallye Monte-Carlo sur une Matra Djet V Sport. L'équipage abandonne, victime d'un incendie.